# Isabella Löwengrip
Isabella Desirée Löwengrip, también conocida como " Blondinbella " (Järfälla; 21 de octubre de 1990) es una empresaria, autora, conferenciante y bloguera sueca.

## Vida
Isabella nació el 21 de octubre de 1990 en Järfälla. Löwengrip asistió a la escuela secundaria en el Jensen Gymnasium Norra en Estocolmo. Durante su período de escuela secundaria, fue políticamente activa dentro de la Liga de la Juventud Moderada (en sueco: Moderata ungdomsförbundet, MUF). Desde entonces ha dejado la fiesta moderada.
En septiembre de 2005, a la edad de 14 años, Löwengrip comenzó el blog Blondinbella y, por lo tanto, se convirtió en una de las primeras personas influyentes sociales de Suecia. En 2010, Blondinbella.se fue el blog privado más grande de Suecia y Löwengrip fue nombrado Business Networker of the Year por Business Network International. Hoy, Löwengrip tiene el blog más grande de los países nórdicos con más de un millón de visitantes al mes.
En 2007, a la edad de 16 años, Löwengrip fundó su primera compañía, Bellme AB. Desde entonces ha sido editora en jefe de la revista Egoboost y presidenta de la junta de Vj1890, desempeñó un papel en la película Orion, y participó en varios programas de entretenimiento, tanto como presentadora e invitado.
En 2008, Löwengrip participó en la versión sueca de Dancing with The Stars, llamada called Let's Dance, como uno de los concursantes famosos. También fue entrevistadora en los MTV Video Music Awards 2009 en la ciudad de Nueva York.

## Vida personal
El 31 de agosto de 2013, Löwengrip se casó con Odd Spångberg. La pareja tiene dos hijos juntos. El 11 de mayo de 2017, Löwengrip anunció en su blog que ella y Spångberg se iban a divorciar.
En una entrevista en el programa de televisión Skavlan en octubre de 2018, Löwengrip dijo que le habían diagnosticado un trastorno por déficit de atención con hiperactividad (TDAH) y síndrome de Asperger.

## Premios

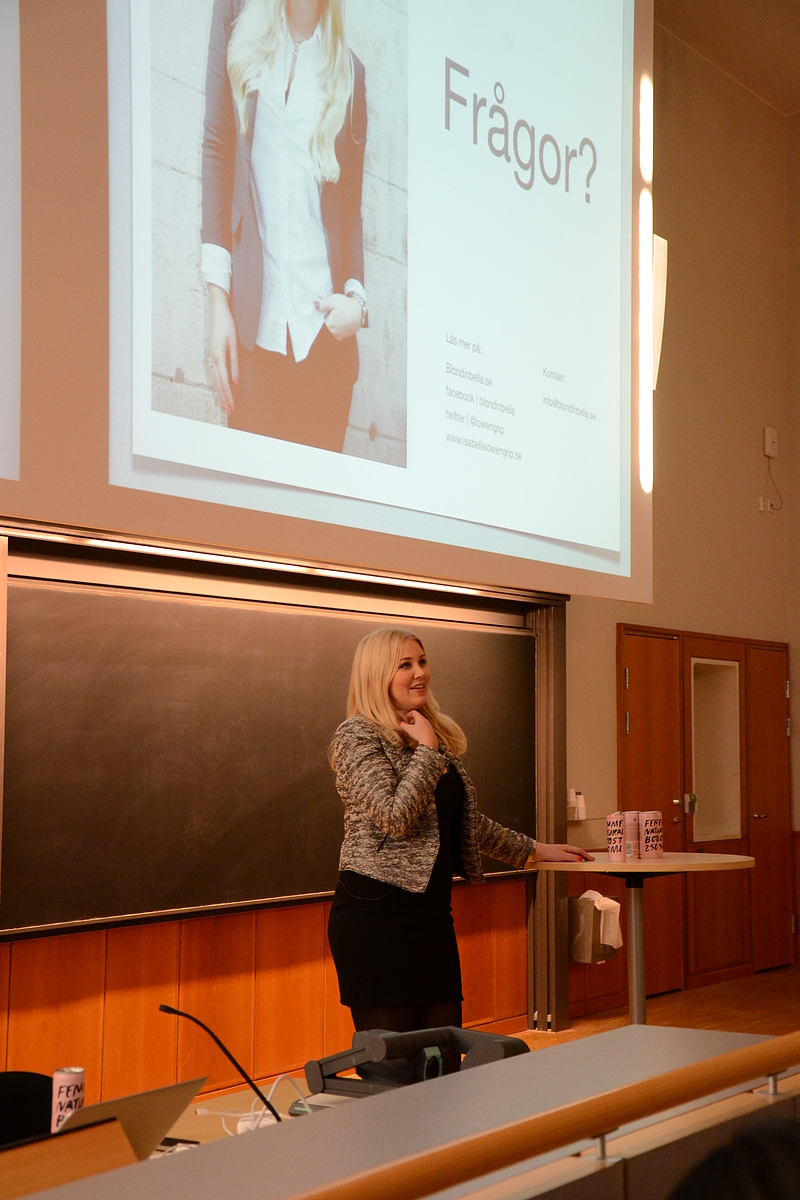
Isabella Löwengrip aguantando una conferencia en el KTH Instituto Real de Tecnología en Estocolmo en abril de 2012

- Networker de negocios del año (BNI) (2010)[15]
- Comunicador del año (Jóvenes emprendedores de Suecia)[16] (2011)
- Blog del año, negocios (Blog Awards, Veckorevyn) (2013)[17]
- Una de las madres más poderosas de Suecia (revista Mama)[18] (2016)
- Uno de los Super Influencer digitales del año de Suecia (Hammer & Hanborg) (2016)[19]